# Freddy Juarez
Frederico Juarez (Las Cruces, Nuevo México, Estados Unidos; 1 de abril de 1978), conocido como Freddy Juarez, es un entrenador y exfutbolista estadounidense. Es el actual entrenador del Real Salt Lake de la Major League Soccer.

## Trayectoria
Como futbolista se desempeñó en la posición de defensa, y comenzó su carrera en 1998 en El Paso Patriots. Luego jugó cuatro temporadas en el Minnesota Thunder hasta su retiro en 2007.
Luego de su retiro, trabajó como entrenador en clubes de la Liga Premier en Las Cruces, Nuevo México. En 2015 firmó contrato con el Real Monarchs, y en 2017 trabajó como segundo entrenador del primer equipo del club, el Real Salt Lake de la Major League Soccer. En agosto de 2019, luego del despido del primer entrenador Mike Petke, Juárez fue nombrado entrenador interino de la franquicia de Salt Lake, y en diciembre de 2019 fue confirmado como director técnico del equipo para la temporada 2020.

## Clubes

### Como jugador
| Club              | País           | Año       |
| ----------------- | -------------- | --------- |
| El Paso Patriots  | Estados Unidos | 1998-2003 |
| Minnesota Thunder | Estados Unidos | 2004-2007 |

### Como entrenador
| Club                            | País           | Año       |
| ------------------------------- | -------------- | --------- |
| Real Monarchs                   | Estados Unidos | 2015-2016 |
| Real Salt Lake (Asistente)      | Estados Unidos | 2017-2019 |
| Real Salt Lake                  | Estados Unidos | 2019-2021 |
| Seattle Sounders FC (Asistente) | Estados Unidos | 2021-     |

### Estadísticas como entrenador
- Actualizado al último partido dirigido el 19 de agosto de 2021.

| Club           | País           | Año       | PJ  | PG | PE | PP | Rendimiento |
| -------------- | -------------- | --------- | --- | -- | -- | -- | ----------- |
| Real Monarchs  | Estados Unidos | 2015-2016 | 60  | 18 | 14 | 28 | 37.78%      |
| Real Salt Lake | Estados Unidos | 2019-2021 | 54  | 18 | 14 | 22 | 41.97%      |
| Total          | Total          | Total     | 114 | 36 | 28 | 50 | 39.77%      |